# R. Steven Whitcomb

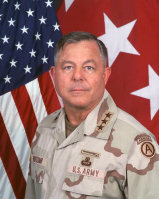
R. Steven Whitcomb

Roy Steven Whitcomb (* 31. Januar 1948) ist ein pensionierter Generalleutnant der United States Army. Er kommandierte unter anderem die 3. Armee.
Withcomb studierte zunächst Geschichte an der University of Virginia und gelangte anschließend in das Offizierskorps des US-Heeres, wo er als Leutnant der Infanterie zugeteilt wurde. In der Armee durchlief er anschließend alle Offiziersränge bis zum Dreisterne-General. In seinen jüngeren Jahren absolvierte er den für Offiziere in den niederen Rangstufen üblichen Dienst in verschiedenen Einheiten und Standorten.
Im Verlauf seiner militärischen Karriere absolvierte Whitcomb verschiedene Kurse und Schulungen. Dazu gehörten der Infantry Officer Basic Course, der Counter Intelligence Officer Course, der Armor Advance Course, das Command and General Staff College und das United States Army War College.
Er diente in sechs verschiedenen Divisionen und war auch mehrfach als Stabsoffizier tätig. Zwischenzeitlich war er auch Dozent für Militärwissenschaften an der California University of Pennsylvania. Auslandseinsätze führten ihn unter anderem nach Somalia, Haiti, Bosnien, Kuwait, Südkorea und Deutschland.
Kurz vor Beginn des Zweiten Golfkriegs war Whitcomb Bataillonskommandeur bei der 1. Panzerdivision in Deutschland. Mit dieser Einheit wurde er in den Nahen Osten versetzt, um an der Operation Desert Storm teilzunehmen. Zu diesem Zeitpunkt bekleidete er den Rang eines Oberstleutnants. Nach einigen weiteren Verwendungen als Stabsoffizier bekam der im September 1993 zum Oberst beförderte Offizier das Kommando über die 2. Brigade der 24. Infanteriedivision. Im Jahr 1997 erreichte er mit seiner Beförderung zum Brigadegeneral die Generalsränge. Drei Jahre später, also im Jahr 2000, erhielt er als Generalmajor seinen zweiten Generalsstern.
Nach einer weiteren Versetzung nach Südkorea wurde Whitcomb dort unter anderem Stabsoffizier beim United Nations Command und dann stellvertretender Kommandeur der 8. Armee. Am 13. Oktober 2004 wurde Steven Whitcomb zum Generalleutnant befördert und gleichzeitig mit dem Kommando über die 3. Armee betraut, die auch unter dem Namen United States Army Central bekannt ist. In seiner neuen Funktion löste er David D. McKiernan ab. Whitcomb behielt sein Kommando bis zum 20. Dezember 2007, als James J. Lovelace seine Nachfolge antrat.
Am 14. Februar 2008 wurde er zum Inspector General der US-Army als Nachfolger von Stanley E. Green ernannt. Dieses Amt bekleidete er bis zum 13. August 2010. Nachdem er sein Amt an Peter M. Vangjel übergeben hatte, ging er in den Ruhestand.

## Orden und Auszeichnungen
Whitcomb erhielt im Lauf seiner militärischen Laufbahn unter anderem folgende Auszeichnungen:
- Defense Distinguished Service Medal
- Army Distinguished Service Medal
- Defense Superior Service Medal
- Legion of Merit
- Bronze Star Medal
- Meritorious Service Medal
- Joint Service Commendation Medal